# Забастовка на шахте «Пяст»

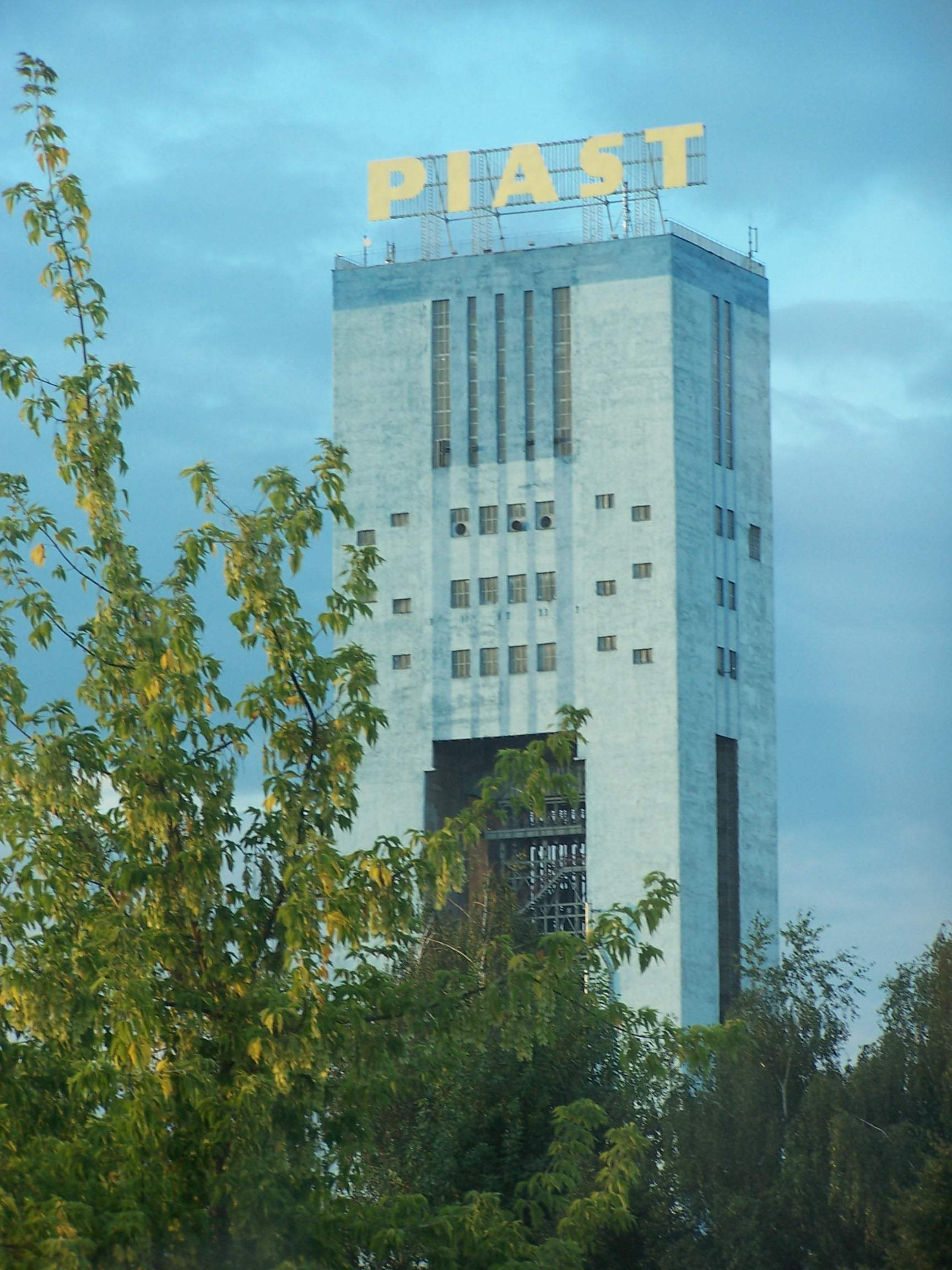

Забастовка на шахте «Пяст» (пол. Strajk w kopalni «Piast») — подземная забастовка польских рабочих угольной шахты «Пяст» 14—28 декабря 1981 года. Являлась акцией протеста против военного положения и преследований профсоюза Солидарность. Стала самой длительной забастовкой в послевоенной истории польской угледобычи. Участники забастовки подверглись арестам и интернированиям. В современной Польше рассматривается как достойный акт рабочего сопротивления военно-партийному режиму.

## «Солидарность» шахты
Шахта «Пяст» в силезском городе Берунь была построена незадолго до 1981 года. Добыча угля на «Пясте» началась в 1975 году. К началу 1980-х предприятие не успело обрести устойчивых традиций. Коллектив, состоявший из молодых шахтёров, часто приехавших на заработки из других регионов, не отличался сплочённостью.
С осени 1980 года большинство рабочих шахты «Пяст» — около четырёх тысяч из семи тысяч — состояли в независимом профсоюзе Солидарность. Председателем профкома «Солидарности» был Веслав Завадский, его заместителем — Эугениуш Шелонговский. При этом директор шахты Чеслав Гельнер и секретарь комитета правящей компартии ПОРП Адам Грылевич избегали конфронтации, с готовностью шли на переговоры и старались находить взаимоприемлемые решения. В марте 1981 на «Пясте» был создан орган самоуправления с участием «Солидарности», официального профсоюза, комитета ПОРП и дирекции. Конфликты на «Пясте» решались путём диалога и компромисса (в отличие от других силезских шахт — «Вуек», «Июльский манифест», «Сосновец»). Поэтому власти ПНР не ожидали на «Пясте» активных протестов.
13 декабря 1981 года в ПНР было введено военное положение . Власть перешла к Военному совету национального спасения (WRON) во главе с генералом Ярузельским. Базовые отрасли промышленности, в том числе угледобывающие предприятия, подвергались милитаризации, рабочие объявлялись призванными на военную службу. Забастовки запрещались и карались по войсковым уставам как неповиновение приказу.
В тот же день Завадский и Шелонговский направились на переговоры c администрацией. Там их ожидали агенты Службы безопасности. Завадского вынудили подписать обязательство соблюдать режим военного положения. Шелонговский отказался это сделать и был немедленно задержан.

## Забастовка

### Начало
Рабочих «Пяста» возмутило задержание профсоюзного лидера. Принцип военизации шахт противоречил Ястшембским соглашениям. Формально он означал двенадцатичасовой рабочий день при семидевной неделе. Однако первый день на шахте прошёл относительно спокойно. Завадский сдавал дела и документацию профсоюза.
14 декабря 1981 года в час дня примерно триста шахтёров первой смены отказались подниматься на поверхность. Тогда активист «Солидарности» электрик подземных работ Станислав Трыбусь призвал к забастовке в защиту Шелонговского. Впоследствии Трыбусь говорил, что сам был удивлён единодушной поддержкой товарищей.
Директор Гельнер призвал соблюдать порядок, но был освистан рабочими. Тут же прошло собрание коллектива, на котором избрана полномочная делегация. В неё вошли Веслав Завадский, Збигнев Богач, Анджей Махалица от «Солидарности» и Адам Грылевич от ПОРП. Они направились в Тыхы и посетили горком ПОРП, чтобы узнать о судьбе Шелонговского. Вразумительного ответа получить не удалось: им лишь сказали, что Шелонговский «жив и здоров», а о его освобождении можно говорить только при замирении шахты.
Возвращение делегации с таким ответом вызвало взрыв негодования и решение бастовать. Делегаты ещё попытались уговорить первую смену подняться на поверхность, но безуспешно. Такую же попытку предпринял бригадир Еремиаш Ситек, член ЦК ПОРП: он призвал шахтёров подчиниться военному положению. Бастующие ответили, что «военное положение введено наверху, а шахта — другое хозяйство».

### Подземный протест
15 декабря забастовка на шахте «Пяст» приняла организованную форму. Около двух тысяч горняков спустились на глубину 650 метров. Администрация заблокировала движение клетей, поэтому работавшие на пятисотметровой глубине около сорока минут спускались по подземным лестницам.
Забастовщики требовали освободить арестованных и интернированных активистов «Солидарности», отменить военное положение, восстановить действия Августовских соглашений 1980 года. Возглавили акцию протеста электрик Станислав Трыбусь, забойщики и проходчики Веслав Завадский, Збигнев Богач, Анджей Очко, Веслав Дудзиньский, Адам Урбаньчик, Станислав Палух, Ян Жак, инспектор труда Анджей Махалица. Подробную хронику забастовки вёл шахтёр Януш Пёсковик.
Забастовщики заняли ряд подземных помещений — несколько забоев, сборочную и насосную станции. В каждом из этих отделений был избран свой забастком. Группы разделялись километровыми расстояниями, для поддержания контакта электрики включили громкую связь. Проявлялась чёткая организованность, поддерживалась дисциплина. Производственные элементы непрерывного цикла, прежде всего дренажные устройства, сохранялись в рабочем режиме. Бастующая шахта была готова в любой момент возобновить работу.
Продержаться под землёй без поддержки даже один день было бы почти невозможно. Товарищи забастовщиков, оставшиеся наверху, организовали активную помощь. В первый же день зарплаты для них было собрано 1,5 млн злотых. Помогали не только шахтёры, но и сотни людей из Беруни. Жертвовались и деньги, и продукты. Во дворах собирали хлеб, картофель, мясо — всё это отправляли в столовую шахты. Директор Гельнер запретил работникам столовой принимать эти продукты — тогда их стали передавать вниз непосредственно на подъёмниках.
Начиная забастовку, шахтёры не планировали провести под землёй две недели. Условия были тяжёлыми: теснота и скученность, быстро погасло электрическое освещение, усиливалась нехватка продовольствия и воды, возникали трудности даже с воздухом. Бастующие выработали особый «ритм подземного дня»: уборка помещений, работа по жизнеобеспечению шахты, совместные трапезы, обсуждение информации о положении в стране, католические молебны. Был организован даже своеобразный театр-кабаре, в котором сочинялись политические анекдоты: «Важнейшая задача партии — создание безмясной зоны от Одера до Буга; изобразить на гербе ПНР кенгуру — цены скачут, сумки пустые». Станислав Трыбусь говорил об ощущении «последнего оазиса свободы в охваченной войной стране».

### Противостояние
Декабрьские забастовки польских рабочих в 1981 году подавлялись силами ЗОМО при армейской поддержке. События в Верхней Силезии отличались особым драматизмом. 16 декабря на шахте «Вуек» погибли девять человек. Власти применили оружие на шахте «Июльский манифест», жёстко подавили забастовку шахты «Сосновец». Сжималось военно-милицейское кольцо вокруг бастующих металлургов Хута Катовице.
Обнаруженные впоследствии документы однозначно свидетельствуют: первоначальный план милицейской комендатуры по усмирению шахты «Пяст» практически не отличался от силового сценария на «Вуеке» — ввод ЗОМО, милиции и армии с огнестрельным оружием и бронетехникой. Атмосфера нагнеталась сообщениями о кровопролитии на «Вуеке», силовом подавлении забастовок на других шахтах. Горняки «Пяста» готовились к физическому сопротивлению. Когда в один из дней распространился слух о появлении ЗОМО, забастовщики вооружились орудиями труда и бросились обороняться. Однако информация о нападении не подтвердилась.
Ситуация на шахте «Пяст», а также на шахте «Земовит», отличалась большой спецификой. Подземная забастовка, при всей её тяжести, гарантировала от вооружённого насилия. Власти не решались бросить ЗОМО на глубину — столкновение под землёй могло повлечь самые непредсказуемые и опасные последствия.
Была избрана другая тактика: взятие измором. 23 декабря была полностью блокирована передача продовольствия на шахту. Оказывалось непрестанное психологическое давление, в том числе через обращения жён и детей шахтёров. Для устрашения распускались слухи о затоплении или запуске газа в шахту. При этом велась кампания дезинформации: официальная партийная печать утверждала, будто шахтёры «Пяста» (и «Земовита») бастуют по принуждению, «подвергаются террору со стороны боевиков „Солидарности“». Это было откровенной ложью — с самого начала забастовщики установили принцип полной добровольности. Желающие прекратить забастовку беспрепятственно выходили на поверхность.
16 декабря Катовицким воеводой с полномочиями комиссара WRON был назначен Роман Пашковский — уважаемый в стране генерал, участник обороны Польши в 1939, репрессированный при сталинистском режиме Берута. Пашковский обещал, что после трагедии на «Вуеке» в Силезии больше не прольётся кровь и гарантировал горнякам безопасность при прекращении забастовки.

### Посредничество церкви
В тот же день Пашковский получил письмо от епархиального епископа Катовице Герберта Бедноша. Епископ призывал генерала остановить бесчеловечное насилие. 17 декабря Пашковский встретился с Бедношем и повторил утверждения пропаганды о якобы принуждении горняков к забастовке. Он также резко осудил ксендза Генрика Больчика за поддержку бастующих «Вуека» — что звучало жёстким предупреждением.
Накануне Католического Рождества к забастовщикам шахты «Пяст» спустился викарный епископ Януш Зимняк и с ним трое католических священников. Горняки тепло встретили гостей. Зимняк намеревался призвать шахтёров прекратить забастовку и выйти на поверхность. Но впечатление от увиденного — отличная организованность и дисциплина, законность и обоснованность требований, доброжелательный и оптимистичный настрой — оказалось таково, что епископ выразил бастующим понимание и поддержку, совершил обряд отпущения грехов. Хотя сказал при этом, что Рождество было бы лучше встречать вместе с семьями. Однако шахтёры встретили праздник под землёй. Забастовка продолжалась.
О миссии епископа Зимняка рассказал генералу Пашковскому прелат Бенедикт Возьница. Пашковский ответил на это, что лидерам забастовки придётся ощутить на себе действие военного положения.

### Завершение
К 20 декабря почти все забастовки против военного положения были в целом подавлены. Бастовали лишь три силезских предприятия: Хута Катовице, «Земовит» и «Пяст». Забастовка катовицких металлургов прекратилась 23 декабря. Горняки «Земовита» вышли на поверхность 24 декабря (здесь столкновение предотвратил военный комиссар подполковник Шевелло, под свою ответственность приказавший войскам с бронетехникой отступить от шахты). Последним очагом протеста оставалась шахта «Пяст». Происходящее здесь стало широко известно не только в Польше, но и в мире. Информация о забастовке проходила даже в СССР, о «неблагополучном положении на шахте „Пяст“» сообщала программа Время.
К концу месяца на шахте иссякли запасы воды и продовольствия. 26 декабря шахтёры обсудили вопрос о прекращении забастовки. К тому времени под землёй оставались более тысячи человек. Первоначально они выдвинули условия: гарантии безопасности, гарантии сохранения трудоустройства, оказание медпомощи. Однако многие горняки настаивали на продолжении протеста. Полемизируя с ними, Завадский, Богач и Махалица отмечали, что рабочие «Пяста» сопротивлялись дольше, чем кто-либо в стране.
28 декабря 1981 года в 13.45 забастовщики начали подниматься на поверхность с пением гимна Польши. Состоялась коллективная молитва перед иконой святой Варвары, покровительницы шахтёров. Забастовка на шахте «Пяст» явилось самой продолжительной в период военного положения и в истории послевоенной угледобычи.

## Преследования
Лидеры забастовки были тут же арестованы СБ, многие участники избиты зомовцами. Семь человек — Веслав Завадский, Збигнев Богач, Веслав Дудзиньский, Анджей Очко, Анджей Махалица, Станислав Палух, Адам Урбаньчик — предстали перед военным судом. Станислав Трыбусь избежал ареста только потому, что сумел скрыться в подполье.
Военная прокуратура требовала для обвиняемых от 10 до 15 лет заключения. Пропаганда WRON называла их «террористами с кайлом». Но практически все свидетели обвинения отказались от прежних показаний. Они заявили, что давали их под давлением и угрозами. 12 мая 1982 года военный судья Юзеф Медык оправдал подсудимых за отсутствием доказательств вины. Присутствовавшие в зале суда приветствовали вердикт пением Мазурки Домбровского.
Все семеро оправданных в тот же день были задержаны милицией и интернированы во внесудебном порядке. Около тысячи человек уволены с шахты «Пяст» (впоследствии большинство из них были вновь приняты на работу, но с пониженной зарплатой и лишением шахтёрских льгот). Судья Медык отстранён властями и на четыре года отправлен в принудительный отпуск.
Интернированные шахтёры были освобождены к концу 1982 года, перед приостановкой военного положения (дольше всех в местах лишения свободы находился Збигнев Богач). На следующий год они, а также Эугениуш Шелонговский и Станислав Трыбусь, эмигрировали из ПНР. Уволенных приняли обратно, но на худших условиях найма.

## Память
В 1982 году автор-исполнитель Ян Кшиштоф Келус — интернированный активист КОС—КОР — написал песню Tylko honor jest Wasz, Solidarni — Только честь твоя есть, Солидарные, ставшую гимном подполья. Слова песни о «польской совести — куске угля» и «часе ухода с шахты» вдохновлены забастовкой рабочих «Пяста».
В современной Польше забастовка горняков шахты «Пяст» считается достойным актом рабочего сопротивления диктатуре. Юбилеи отмечаются на официальном уровне, с присутствием представителей власти, общественности и участников событий. В 1995 на шахте установлена мемориальная доска. Почётным гостем шахтёров бывал Юзеф Медык, ставший судьёй Верховного суда. Отмечание 35-летия в 2016 патронировал президент Польши Анджей Дуда.
Веслав Завадский называл главным успехом забастовки то, что на шахте «Пяст» не пришлось ставить крест в память о погибших.